# Araneus striatipes
Araneus striatipes là một loài nhện trong họ Araneidae.
Loài này thuộc chi Araneus. Araneus striatipes được Eugène Simon miêu tả năm 1877.